# Edgar Cantero

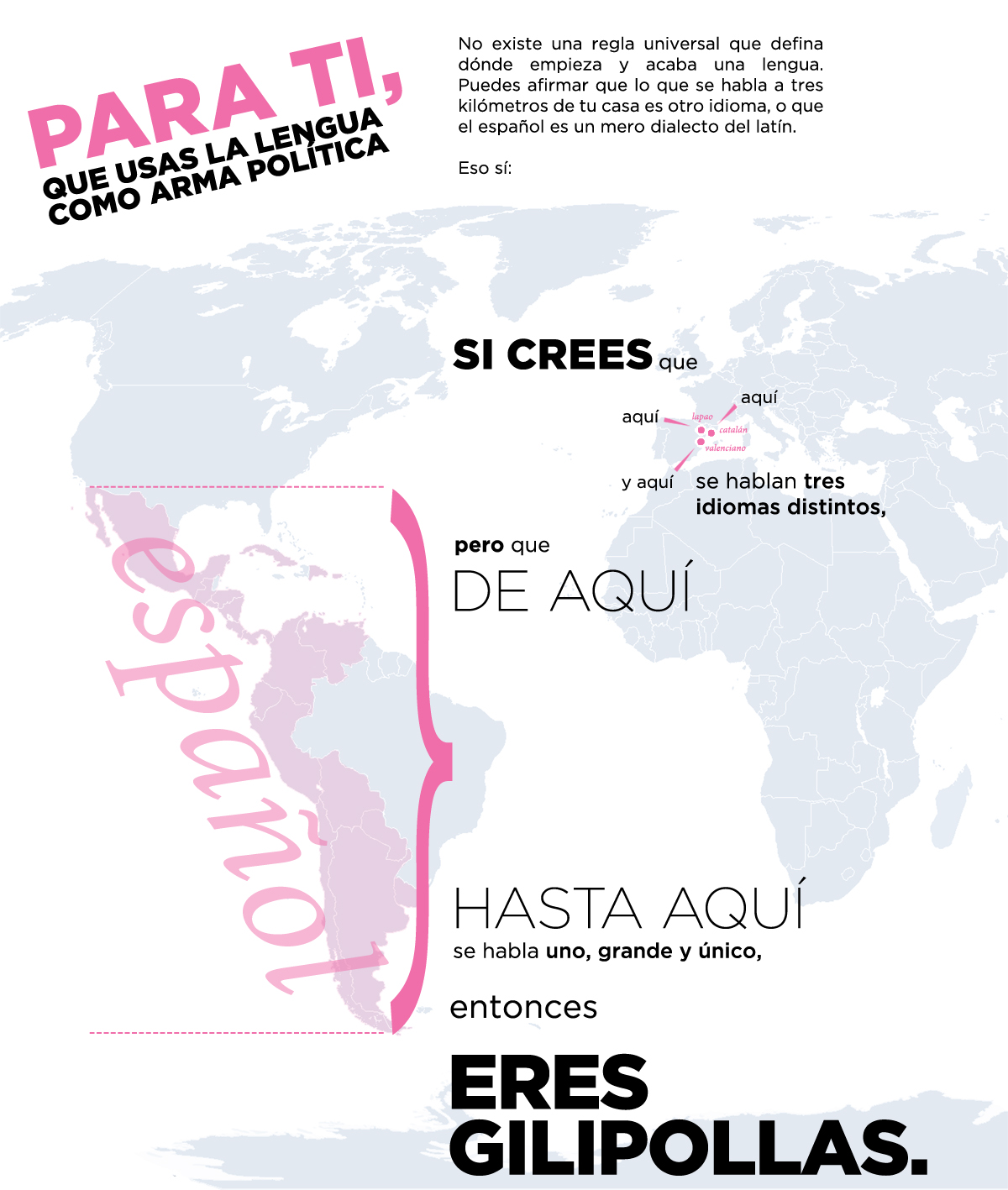
Imatge satírica que Edgar Cantero va publicar a internet amb motiu de la consideració com a LAPAO del català a l'Aragó arran de la Llei de llengües de 2013.

Edgar Cantero (Barcelona, 1981) és un guionista, escriptor i dibuixant català en llengües catalana, castellana i anglesa.
Treballa com a guionista i dibuixant de còmics a la revista El Jueves. Amb la seva primera novel·la, Dormir amb Winona Ryder, guanyà el Premi Ciutat de Badalona i el Premi Joan Crexells de narrativa. L'any 2014 va debutar als EUA i a Regne Unit amb el seu primer llibre en anglès, The Supernatural Enhancements.
El 2024, passat Sant Jordi, va publicar en català la seva sisena novel·la, Ràdio free camaco.

## Obres

### Novel·la

#### En català
- Dormir amb Winona Ryder (2007)
- Vallvi (2011)
- Ràdio free camaco (2024)
- Gangsta major (2025)

#### En anglès
- The Supernatural Enhancements (2014)
- Meddling Kids (2017)
- This Body’s Not Big Enough for Both of Us (2018)

### Novel·la curta
- Baileys n'coke (català; 2008)
- Dies delenda (català; 2008)

### Conte
- "L'urinari d'Hesíode" (català; 2004, publicat a l'antologia Veus, 2010)[2]
- "El nexe entre el sexe i el plexe venós dorsal" (català; 2005)
- "20/XX" (català; 2006)
- "Tres nadons" (català; 2006, publicat a Tres relats, 2009)[3]
- "Un cadàver bonic" (català; a Els caus secrets, 2013)[4]

## Premis[calcitació]
- 2005 Premi Mossèn Romà Comamala de Vilabella
- 2005 Premi Antoni de Bofarull de narrativa de Reus
- 2006 Premi GAT literari de Torelló
- 2006 Premi Ciutat d'Alcarràs
- 2007 Premi Ciutat de Badalona - Països Catalans Solstici d'Estiu
- 2007 Premi Valldaura de novel·la breu - Memorial Pere Calders de Cerdanyola del Vallès
- 2007 Premi Caterina Albert de narració de Cerdanyola del Vallès
- 2007 Premi Joan Crexells de narrativa
- 2008 Premi Josep Saperas i Martí de narrativa de Granollers.